# Code de la mer (Monaco)
Le Code de la mer est un code juridique regroupant l'ensemble des règles de droit de la mer actuellement en vigueur dans la principauté de Monaco. Il est introduit en 1998.

## Histoire
Précédemment au Code, plusieurs lois relatives au droit de la mer sont adoptées dans la Principauté :
- le livre II du Code de commerce ;
- l'ordonnance du 22 janvier 1891 sur la discipline maritime ;
- l'ordonnance du 2 juillet 1908 sur le service de la marine et la police maritime ;
- l'ordonnance du 15 octobre 1915 sur la naturalisation monégasque des navires ;
- l'ordonnance du 16 octobre 1915 sur l'hypothèque maritime ;
- l'ordonnance du 16 octobre 1915 concernant la sécurité de la navigation maritime et le travail à bord des navires ;
- l'ordonnance du 7 mars 1917 sur le courtage maritime ;
- l'ordonnance du 9 mai 1927 portant organisation du conseil maritime et sanitaire ;
- la loi no 478 du 17 juillet 1948 concernant les tarifs appliqués par le service de la marine ;
- la loi no 592 du 21 juin 1954 relative au mouvement et au stationnement des navires dans le port de Monaco ;
- la loi no 814 du 24 janvier 1967 concernant les épaves maritimes ;
- la loi no 954 du 19 avril 1974 concernant la lutte contre la pollution de l'eau et de l'air, article premier ;
- la loi no 973 du 10 juin 1975 sur les navires, embarcations ou engins flottants laissés hors d'état de naviguer ou à l'abandon ;
- la loi no 1018 du 29 décembre 1978 concernant les infractions à la police maritime ;
- la loi no 1027 du 1er juillet 1980 concernant la répression des actes de pollution des eaux de la mer par des hydrocarbures provenant de navires.

La loi no 1198 promulgue finalement le Code de la mer le 27 mars 1998.

## Structure actuelle
| Hiérarchie | Subdivision      | Intitulé                                                                                 | Articles             |
| ---------- | ---------------- | ---------------------------------------------------------------------------------------- | -------------------- |
| 1          | Première partie  | Dispositions législatives                                                                | L. 110-1 - L. 770-7  |
| 1.1        | Livre I          | Des organismes, des autorités et des compétences                                         | L. 110-1 - L. 160-1  |
| 1.1.1      | Titre Ier        | Le conseil de la Mer                                                                     | L. 110-1 - L. 110-2  |
| 1.1.2      | Titre II         | La commission des visites                                                                | L. 120-1 - L. 120-2  |
| 1.1.3      | Titre III        | Le directeur des Affaires maritimes                                                      | L. 130-1 - L. 130-2  |
| 1.1.4      | Titre IV         | Le directeur de la Sûreté publique, chef de la police maritime                           | L. 140-1             |
| 1.1.5      | Titre V          | Constatation des infractions                                                             | L. 150-1 - L. 150-3  |
| 1.1.6      | Titre VI         | L'exploitation des ports                                                                 | L. 160-1             |
| 1.2        | Livre II         | Des espaces maritimes monégasques et du milieu marin                                     | L. 210-1 - L. 244-10 |
| 1.2.1      | Titre Ier        | Les eaux territoriales et les espaces maritimes sous la juridiction de la principauté    | L. 210-1 - L. 210-3  |
| 1.2.2      | Titre II         | La lutte contre la pollution                                                             | L. 221-1 - L. 224-6  |
| 1.2.3      | Titre III        | La protection du milieu marin                                                            | L. 230-1 - L. 230-3  |
| 1.2.4      | Titre IV         | L'exploration et l'exploitation du milieu marin, du fond de la mer et de son sous-sol    | L. 241-1 - L. 244-10 |
| 1.3        | Livre III        | Des navires et autres bâtiments de mer                                                   | L. 311-1 - L. 330-19 |
| 1.3.1      | Titre I          | Le statut du navire                                                                      | L. 311-1 - L. 317-25 |
| 1.3.2      | Titre II         | Les événements de mer                                                                    | L. 321-1 - L. 322-10 |
| 1.3.3      | Titre III        | Le capitaine                                                                             | L. 330-1 - L. 330-19 |
| 1.4        | Livre IV         | De la navigation                                                                         | L. 411-1 - L. 422-6  |
| 1.4.1      | Titre I          | Les règles de navigation                                                                 | L. 411-1 - L. 413-5  |
| 1.4.2      | Titre II         | La sécurité de la navigation maritime                                                    | L. 421-1 - L. 422-6  |
| 1.5        | Livre V          | De l'exploitation des navires                                                            | L. 511-1 - L. 543-33 |
| 1.5.1      | Titre I          | L'armement                                                                               | L. 511-1 - L. 513-5  |
| 1.5.2      | Titre II         | L'affrètement et les transports maritimes                                                | L. 521-1 - L. 524-33 |
| 1.5.3      | Titre III        | Les avaries                                                                              | L. 531-1 - L. 534-6  |
| 1.5.4      | Titre IV         | Les assurances maritimes                                                                 | L. 541-1 - L. 543-33 |
| 1.6        | Livre VI         | Des gens de mer                                                                          | L. 610-1 - L. 633-66 |
| 1.6.1      | Titre I          | L'aptitude professionnelle                                                               | L. 610-1 - L. 610-6  |
| 1.6.2      | Titre II         | Le statut                                                                                | L. 621-1 - L. 627-1  |
| 1.6.3      | Titre III        | Les infractions en matière disciplinaire et pénale                                       | L. 631-1 - L. 633-66 |
| 1.7        | Livre VII        | La police des eaux territoriales et des eaux intérieures                                 | L. 711-1 - L. 770-7  |
| 1.7.1      | Titre I          | Les épaves maritimes                                                                     | L. 711-1 - L. 713-3  |
| 1.7.2      | Titre II         | Navires, embarcations ou engins flottants laissés hors d'état de naviguer ou à l'abandon | L. 720-1 - L. 720-8  |
| 1.7.3      | Titre III        | La sécurité                                                                              | L. 730-1 - L. 730-5  |
| 1.7.4      | Titre IV         | Protection du milieu marin                                                               | L. 740-1             |
| 1.7.5      | Titre V          | Pratique des bains de mer et des sports nautiques                                        | L. 750-1             |
| 1.7.6      | Titre VI         | Des droits et redevances                                                                 | L. 760-1 - L. 760-3  |
| 1.7.7      | Titre VII        | Dispositions pénales                                                                     | L. 770-1 - L. 770-7  |
| 2          | Deuxième partie  | Ordonnances souveraines                                                                  | O. 110-1 - O. 753-8  |
| 2.1        | Livre I          | Des organismes, des autorités et des compétences                                         | O. 110-1 - O. 150-3  |
| 2.1.1      | Titre I          | Le conseil de la Mer                                                                     | O. 110-1 - O. 110-3  |
| 2.1.2      | Titre II         | La commission des Visites                                                                | O. 120-1 - O. 120-3  |
| 2.1.3      | Titre III        | La direction des Affaires maritimes                                                      | O. 130-1             |
| 2.1.4      | Titre V          | Le conseil de l'Environnement                                                            | O. 150-1 - O. 150-3  |
| 2.2        | Livre II         | Des espaces maritimes monégasques et du milieu marin                                     | O. 200-1 - O. 244-28 |
| 2.2.1      | Titre I          | Les eaux territoriales et les espaces maritimes sous la juridiction de la Principauté    | O. 200-1 - O. 200-3  |
| 2.2.2      | Titre II         | La lutte contre la pollution                                                             | O. 221-1 - O. 225-6  |
| 2.2.3      | Titre III        | La protection du milieu marin                                                            | O. 230-1 - O. 230-7  |
| 2.2.4      | Titre IV         | L'exploration et l'exploitation du milieu marin, du fond de la mer et de son sous-sol    | O. 241-1 - O. 244-28 |
| 2.3        | Livre III        | Des navires et autres bâtiments de mer                                                   | O. 311-1 - O. 316-1  |
| 2.3.1      | Titre I          | Le statut des navires                                                                    | O. 311-1 - O. 316-1  |
| 2.4        | Livre IV         | De la navigation                                                                         | O. 411-1 - O. 421-4  |
| 2.4.1      | Titre I          | Les règles de navigation                                                                 | O. 411-1 - O. 413-4  |
| 2.4.2      | Titre II         | La sécurité de la navigation maritime                                                    | O. 421-1 - O. 421-4  |
| 2.5        | Livre V          | De l'exploitation des navires                                                            | O. 512-1 - O.524-4   |
| 2.5.1      | Titre Ier        | L'armement                                                                               | O. 512-1 - O. 512-6  |
| 2.5.2      | Titre II         | L'affrètement et les transports maritimes                                                | O. 522-1 - O.524-4   |
| 2.6        | Livre VII        | La police des Eaux territoriales et des Eaux intérieures                                 | O. 700-1 - O. 753-8  |
| 2.6.1      | Titre II         | Navires, embarcations ou engins flottants laissés hors d'état de naviguer ou à l'abandon | O. 720-1 - O. 720-15 |
| 2.6.2      | Titre V          | Pratique des bains de mer et des sports nautiques                                        | O. 751-1 - O. 753-8  |
| 3          | Troisième partie | Arrêtés ministériels                                                                     | A. 230-1 - A. 753-5  |
| 3.1        | Livre II         | Des espaces maritimes monégasques et du milieu marin                                     | A. 230-1 - A. 244-1  |
| 3.1.1      | Titre III        | La protection du milieu marin                                                            | A. 230-1 - A. 230-5  |
| 3.1.2      | Titre IV         | L'exploration et l'exploitation du milieu marin, du fond de la mer et de son sous-sol    | A. 244-1             |
| 3.2        | Livre VII        | La police des Eaux territoriales et des Eaux intérieures                                 | A. 752-1 - A. 753-5  |
| 3.2.1      | Titre V          | Pratique des bains de mer et des sports nautiques                                        | A. 752-1 - A. 753-5  |